# Teoria de Jordan-Brans-Dicke
En física, la teoria de la gravitació de Brans–Dicke (de vegades anomenada teoria de Jordan–Brans–Dicke) és un competidor de la teoria general de la relativitat d'Einstein. És un exemple de teoria escalar-tensor, una teoria gravitatòria en la qual la interacció gravitatòria està mediada per un camp escalar així com el camp tensor de la relativitat general. La constant gravitatòria {\displaystyle G} no es presumeix que sigui constant sinó en canvi {\displaystyle 1/G} es substitueix per un camp escalar {\displaystyle \phi } que pot variar d'un lloc a un altre i amb el temps.
La teoria va ser desenvolupada el 1961 per Robert H. Dicke i Carl H. Brans basant-se, entre d'altres, en el treball anterior de 1959 de Pascual Jordan. Actualment, tant la teoria de Brans-Dicke com la relativitat general es consideren generalment d'acord amb l'observació. La teoria de Brans-Dicke representa un punt de vista minoritari en física.

## Comparació amb la relativitat general
Tant la teoria de Brans-Dicke com la relativitat general són exemples d'una classe de teories clàssiques relativistes de camp de la gravitació, anomenades teories mètriques. En aquestes teories, l'espai-temps està equipat amb un tensor mètric, {\displaystyle g_{ab}}, i el camp gravitatori està representat (totalment o parcialment) pel tensor de curvatura de Riemann {\displaystyle R_{abcd}}, que ve determinat pel tensor mètric.
Totes les teories mètriques compleixen el principi d'equivalència d'Einstein, que en el llenguatge geomètric modern estableix que en una regió molt petita (massa petita per mostrar efectes de curvatura mesurables), totes les lleis de la física conegudes en la relativitat especial són vàlides en els marcs locals de Lorentz. Això implica, al seu torn, que totes les teories mètriques presenten l'efecte de desplaçament cap al vermell gravitatori.
Com en la relativitat general, es considera que la font del camp gravitatori és el tensor esforç-energia o tensor de la matèria. Tanmateix, la forma en què la presència immediata de massa-energia en alguna regió afecta el camp gravitatori d'aquesta regió difereix de la relativitat general. També ho fa la manera en què la curvatura de l'espai-temps afecta el moviment de la matèria. A la teoria de Brans-Dicke, a més de la mètrica, que és un camp tensor de rang dos, hi ha un camp escalar, {\displaystyle \phi }, que té l'efecte físic de canviar la constant gravitatòria efectiva d'un lloc a un altre. (Aquesta característica va ser en realitat un desideratum clau de Dicke i Brans; vegeu l'article de Brans citat a continuació, que esbossa els orígens de la teoria).
Les equacions de camp de la teoria de Brans-Dicke contenen un paràmetre, {\displaystyle \omega }, anomenada constant d'acoblament Brans-Dicke. Aquesta és una autèntica constant adimensional que s'ha de triar d'una vegada per totes. No obstant això, es pot triar per adaptar-se a les observacions. Aquests paràmetres sovint s'anomenen paràmetres ajustables. A més, el valor ambiental actual de la constant gravitatòria efectiva s'ha de triar com a condició de límit. La relativitat general no conté cap paràmetre adimensional i, per tant, és més fàcil de falsificar (mostrar si és falsa) que la teoria de Brans-Dicke. De vegades, les teories amb paràmetres ajustables són obsoletes pel principi que, de dues teories que concorden amb l'observació, la més parsimoniosa és preferible. D'altra banda, sembla com si fossin una característica necessària d'algunes teories, com ara el feble angle de mescla del model estàndard.
La teoria de Brans-Dicke és "menys estricta" que la relativitat general en un altre sentit: admet més solucions. En particular, solucions exactes de buit a l'equació de la relativitat general del camp d'Einstein, augmentada pel camp escalar trivial {\displaystyle \phi =1}, es converteixen en solucions de buit exactes en la teoria de Brans–Dicke, però alguns espais temps que no són solucions de buit de l'equació de camp d'Einstein es converteixen, amb l'elecció adequada del camp escalar, en solucions de buit de la teoria de Brans–Dicke. De la mateixa manera, una classe important d'espai-temps, les mètriques d'ones pp, també són solucions exactes de pols nul·la tant de la relativitat general com de la teoria de Brans-Dicke, però també aquí, la teoria de Brans-Dicke permet solucions d'ona addicionals amb geometries incompatibles amb la relativitat general..
Igual que la relativitat general, la teoria de Brans-Dicke prediu la desviació de la llum i la precessió de la perihèlia dels planetes que orbiten al voltant del Sol. Tanmateix, les fórmules precises que regeixen aquests efectes, segons la teoria de Brans-Dicke, depenen del valor de la constant d'acoblament. {\displaystyle \omega }. Això vol dir que és possible establir un límit inferior observacional sobre el possible valor de {\displaystyle \omega } a partir d'observacions del sistema solar i d'altres sistemes gravitatoris. El valor de {\displaystyle \omega } coherent amb l'experiment ha augmentat amb el temps. El 1973 {\displaystyle \omega >5} era coherent amb les dades conegudes. Cap al 1981 {\displaystyle \omega >30} era coherent amb les dades conegudes. L'any 2003 les proves, derivades de l'experiment Cassini-Huygens, mostren que el valor de {\displaystyle \omega } ha de superar els 40.000.
També s'ensenya sovint que la relativitat general s'obté a partir de la teoria de Brans-Dicke en el límit. {\displaystyle \omega \rightarrow \infty }. Però Faraoni afirma que això es trenca quan s'esvaeix el rastre de l'impuls energètic-estrès, és a dir {\displaystyle T_{\mu }^{\mu }=0}, un exemple del qual és la solució de forat de cuc Campanelli - Lousto. Alguns han discutit que només la relativitat general satisfà el principi d'equivalència forta.

## Les equacions de camp
Les equacions de camp de la teoria de Brans-Dicke són
{\displaystyle G_{ab}={\frac {8\pi }{\phi }}T_{ab}+{\frac {\omega }{\phi ^{2}}}\left(\partial _{a}\phi \partial _{b}\phi -{\frac {1}{2}}g_{ab}\partial _{c}\phi \partial ^{c}\phi \right)+{\frac {1}{\phi }}(\nabla _{a}\nabla _{b}\phi -g_{ab}\Box \phi )-g_{ab}{\frac {V(\phi )}{2\phi }},}
{\displaystyle \Box \phi ={\frac {8\pi }{3+2\omega }}T+{\frac {2V(\phi )-\phi V'(\phi )}{3+2\omega }}}
on
{\displaystyle \omega } és la constant d'acoblament de Dicke adimensional;
{\displaystyle g_{ab}} és el tensor mètric;
{\displaystyle G_{ab}=R_{ab}-{\tfrac {1}{2}}Rg_{ab}} és el tensor d'Einstein, una mena de curvatura mitjana;
{\displaystyle R_{ab}=R^{m}{}_{amb}} és el tensor de Ricci, una mena de traça del tensor de curvatura;
{\displaystyle R=R^{m}{}_{m}} és l'escalar de Ricci, la traça del tensor de Ricci;
{\displaystyle T_{ab}} és el tensor esforç-energia;
{\displaystyle T=T_{a}^{a}} és la traça del tensor esforç-energia;
{\displaystyle \phi } és el camp escalar;
{\displaystyle V(\phi )} és el potencial escalar;
{\displaystyle V'(\phi )} és la derivada del potencial escalar respecte a {\displaystyle \phi };
{\displaystyle \Box } és l'operador de Laplace-Beltrami o operador d'ona covariant, {\displaystyle \Box \phi =\phi ^{;a}{}_{;a}}
La primera equació descriu com el camp escalar i el tensor esforç-energia {\displaystyle \phi } conjuntament afecten la curvatura de l'espai-temps. El costat esquerre, el tensor d'Einstein, es pot pensar com una mena de curvatura mitjana. És una qüestió de matemàtica pura que, en qualsevol teoria mètrica, el tensor de Riemann sempre es pot escriure com la suma de la curvatura de Weyl (o tensor de curvatura conformal ) i una peça construïda a partir del tensor d'Einstein.
La segona equació diu que la traça del tensor esforç-energia actua com a font del camp escalar {\displaystyle \phi }. Com que els camps electromagnètics només aporten un terme sense traça al tensor tensió-energia, això implica que en una regió de l'espai-temps que només conté un camp electromagnètic (més el camp gravitatori), el costat dret s'esvaeix i {\displaystyle \phi } obeeix l'equació d'ona (espai-temps corbat). Per tant, canvis en {\displaystyle \phi } propagar-se per regions d'electrobuit ; en aquest sentit, diem que {\displaystyle \phi } és un camp de llarg abast.
Per comparar, l'equació de camp de la relativitat general és senzilla
{\displaystyle G_{ab}=8\pi T_{ab}.}
Això vol dir que en la relativitat general, la curvatura d'Einstein en algun esdeveniment està totalment determinada pel tensor esforç-energia en aquest esdeveniment; l'altra peça, la curvatura de Weyl, és la part del camp gravitatori que es pot propagar com una ona gravitatòria a través d'una regió del buit. Però en la teoria de Brans-Dicke, el tensor d'Einstein està determinat en part per la presència immediata de massa-energia i moment, i en part pel camp escalar de llarg abast. {\displaystyle \phi }.
Les equacions de camp de buit d'ambdues teories s'obtenen quan el tensor tensió-energia s'esvaeix. Això modela situacions en què no hi ha camps no gravitatoris.